# 马月合乃
马月合乃（1216年—1263年），名月合乃，字正卿，金朝至元朝汪古部人。
曾祖帖木尔越哥，在金朝任马步军指挥使，父亲昔里吉思为凤翔府兵马判官，子孙以官职首字马为姓。信奉聂思脱里派基督教，教名月合乃（约翰）。原籍净州天山（今内蒙古四子王旗西城卜子村），后徙居临洮的狄道（今甘肃临洮）。金朝占狄道后，全家迁居辽东。父亲马庆祥居汴梁（今河南开封）。金亡北迁，在和林（今蒙古国哈尔和林）见到蒙哥。蒙哥命他在燕京辅助卜只儿断事官事，修举政事。1251年，任燕京行尚书省吏员。1252年，括中原民丁。提出凡通一经的儒者可以免除丁税。荐举海内贤士为官，建立常平仓。1259年，从忽必烈南下攻打南宋，留在汴梁，任行部尚书，供应军饷，运济南盐百万斤助军。1261年，任军储都转运使，负责物资供应，出私财买马五百助忽必烈征讨阿里不哥。所过州郡，商农安业，军政修举，立功居多。以饷军功升礼部尚书。1263年，建议颍州、光化等处立榷场与南宋互市，于钧州、徐州等州兴铁冶，用铁铸农器换粟，以镇服南方。八月二十一，在上都（今内蒙古正蓝旗东）病逝。追赠佥书枢密院事、梁郡侯，谥忠懿。其曾孙马祖常。